# 存款准备金率
存款準備金率（英语：Required Reserve Ratio），也譯作现金准备比例、准备金比例、准备金要求、存款準備率、存款準備金比率，指商业银行的初级存款中不能用于放贷的部分的比例。
為保障存款人的利益，銀行机构不能将吸納的存款全部用于发放贷款或者是進行炒股票等金融投資，必须保留一定的资金，存放在銀行內（如美國）或缴存在中央银行（如臺灣），以备客户提款的需要，这部分的存款就叫做存款準備金。而存款準備金與存款总额的比例。

## 例子
銀行存款準備金比率是銀行會計賬目，資產負債表內的一個項目，其高低變化，將直接影響該銀行放貸及投資的能力。比如說，如果中央銀行要求準備金率是20%，該銀行可以把餘下80%銀行存款拿來放貸或投資。如果央行突然把存款準備金率提高至60%，銀行則只餘40%可向外放貸或投資。在這情況下，銀行為保障利潤，可能要提高貸款利率，或者減低給存款客戶的利息，反之亦然。如果存款準備金率為10%，意味著金融機構每吸收1000萬元存款，需要向央行繳存100萬元的存款準備金，可用於貸款的資金為900萬元。如果將存款準備金率提高到20%，金融機構的可用貸款資金將減少到800萬元。存款準備金制度要求金融機構不能將吸收的存款全部用於發放貸款，而是必須保留一定的資金作為存款準備金，以滿足客戶提款的需求。因此，存款準備金制度有利於保證金融機構對客戶的正常支付。

## 作用
存款准备金制度有利于保证金融机构对客户的正常支付，比如說預防擠提。隨著金融制度的發展，存款準備金逐漸成為重要的貨幣政策工具。當中央銀行降低存款準備金率時，金融機構可用於貸款的資金增加，從而促進社會貨幣總量和貨幣供應量的增加；相反，提高存款準備金率會導致可用貸款資金減少，從而抑制社會貨幣總量和貨幣供應量的增長。

## 法定存款准备金
法定存款准备金是指是金融機構為了保障客戶能夠提取存款和保持足夠資金作清算，而準備存放在中央銀行的存款。在許多國家，中央銀行會制定銀行存款準備金比率來釐定銀行準備的金額，而銀行存款準備金比率是以存款總額為基數。一國中央銀行規定的商業銀行和存款金融機構必須繳存中央銀行的法定準備金佔其存款總額的比率。商業銀行在吸收存款後，必須按照法定的比率保留一定數額的準備金（法定準備金），其餘部分才能用作放款。準備金率的高低因銀行類型、存款種類、存款期限和數額等因素而異，例如城市銀行的準備金率高於農村銀行，活期存款的準備金率高於定期存款的準備金率。法定準備金率通常有最高限和最低限。
法定存款准备金利率，是中央银行对法定存款准备金计付利息所执行的利率。各國的中央銀行設定法定準備金率的標準各不相同。有些國家只設定一個統一的準備金率，即無論金融機構吸收的存款金額大小都適用相同的準備金率；而有些國家針對不同性質的金融機構設定不同的法定準備金率，例如商業銀行、信託投資公司和信用合作社等會有不同的準備金率；還有些國家根據存款規模的不同制定不同的法定準備金率，存款規模越大，法定準備金率越高。

## 超额存款准备金
超额存款准备金是金融机构存放在中央银行、超出法定存款准备金的部分，主要用于支付清算、头寸调拨或作为资产运用的备用资金。
超额存款准备金利率，是中央银行对超额存款准备金计付利息所执行的利率。超额存款准备金利率是一国金融机构的商业利率的下限。

## 货币政策上的作用
随着金融制度的发展，存款准备金逐步演变为重要的貨幣政策工具。中央银行通过调整存款准备金率，可直接影响金融机构的信贷扩张能力，從而達至宏觀調控的目的。比如說，当中央银行降低存款准备金率时，金融机构可用于贷款的资金增加，社会的贷款总量和货币供应量也相应增加；反之，通過提高存款準備金率，可減少金融机构的可贷金額，從而減少市場貨幣供應量，社会的贷款总量和货币供应量亦會相应减少。
以中國大陆為例，自2010年2月25日起，按其存款准备金比例指标，商业银行大型金融机构在央行存款准备金存款与各项存款之比不得低于16.5%，中小金融机构为13.50%。

## 各国的准备金比例
銀行存款準備金比率由各国中央银行规定：
| 国家/地区  | 法定 准备金 比例 %                                                                   |
| ---------- | ------------------------------------------------------------------------------------ |
| 澳大利亚   | 不適用                                                                               |
| 加拿大     | 不適用                                                                               |
| 墨西哥     | 不適用                                                                               |
| 瑞典       | 不適用                                                                               |
| 英国       | 不適用                                                                               |
| 日本       | 0.05～1.3                                                                            |
| 欧元区     | 2.00                                                                                 |
| 瑞士       | 2.50                                                                                 |
| 拉脱维亚   | 3.00                                                                                 |
| 智利       | 4.50                                                                                 |
| 中国大陆   | 大型金融机构: 12.50 中小金融机构: 10.50 [2020年1月1日起]                             |
| 保加利亚   | 8.00                                                                                 |
| 布隆迪     | 8.50                                                                                 |
| 匈牙利     | 8.75                                                                                 |
| 加纳       | 9.00                                                                                 |
| 美国       | 0-10視乎存款量                                                                       |
| 赞比亚     | 17.50                                                                                |
| 香港       | 不適用                                                                               |
| 克罗地亚   | 19.00                                                                                |
| 塔吉克斯坦 | 20.00                                                                                |
| 苏里南     | 35.00                                                                                |
| 约旦       | 80.00                                                                                |
| 台灣       | 根據各種存款分別訂定不同的存款準備率 詳見：各種存款準備金比率 （页面存档备份，存于） |

## 相關
- 货币扩张
- 存款保障